# نبی‌الله احمدی
نبی‌الله احمدی نمایندهٔ دورهٔ نهم مجلس شورای اسلامی و عضو کمیسیون عمران مجلس شورای اسلامی از حوزهٔ انتخابیهٔ داراب و زرین دشت در استان فارس است. 